# Гросенверден
Гросенверден (њем. Großenwörden) општина је у њемачкој савезној држави Доња Саксонија. Једно је од 40 општинских средишта округа Штаде. Према процјени из 2010. у општини је живјело 459 становника. Посједује регионалну шифру (AGS) 3359019.

## Географски и демографски подаци
Гросенверден се налази у савезној држави Доња Саксонија у округу Штаде. Општина се налази на надморској висини од 0 метара. Површина општине износи 12,4 km². У самом мјесту је, према процјени из 2010. године, живјело 459 становника. Просјечна густина становништва износи 37 становника/km².